# Barholmen
Barholmen est une île norvégienne du comté de Hordaland appartenant administrativement à Øygarden.

## Description
Rocheuse et couverte d'arbres, elle s'étend sur environ 284 m de longueur pour une largeur approximative de 129 m. Elle compte une construction. 